# Moog Conspiracy

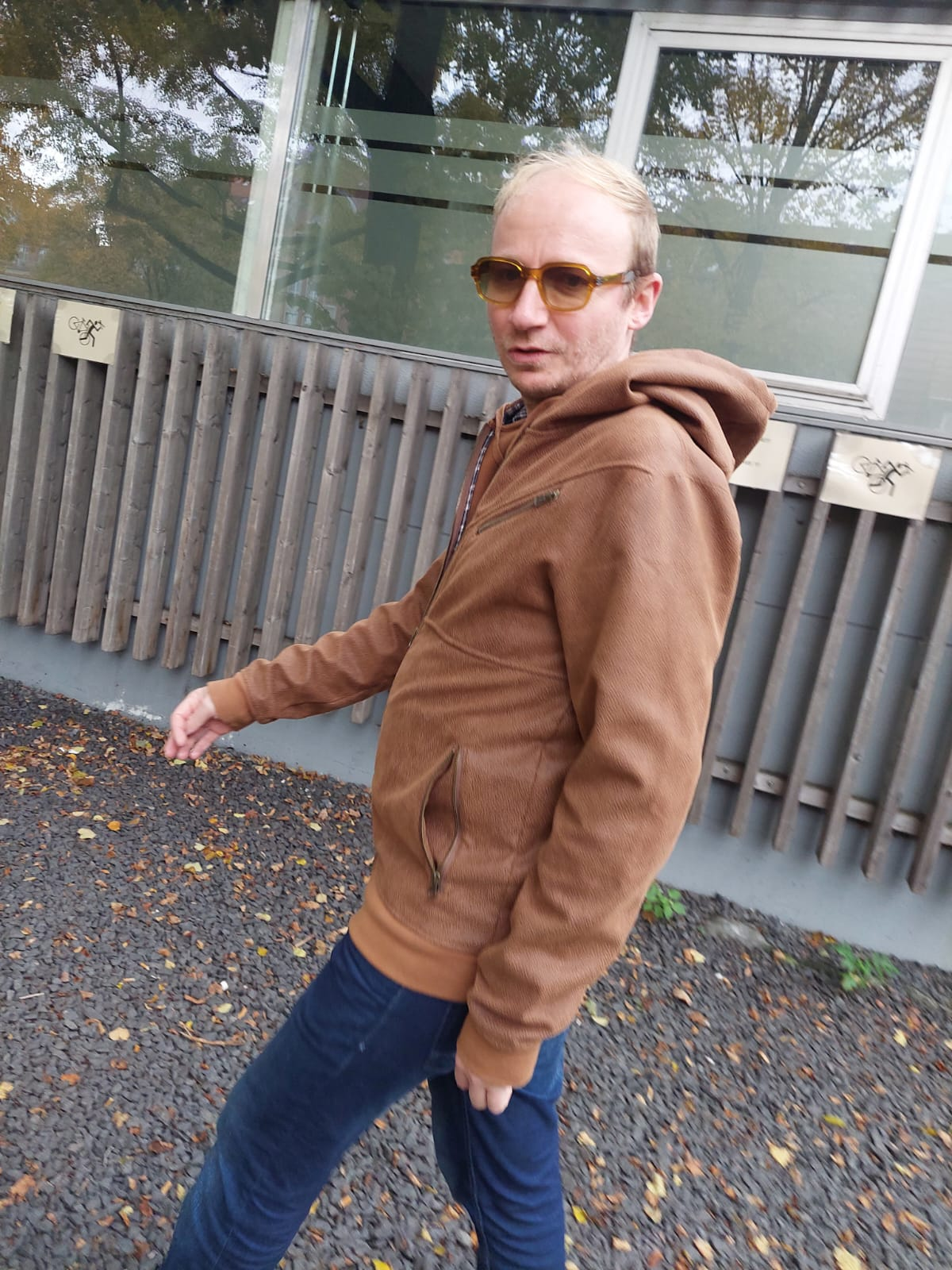
Moog Conspiracy (2023)

Moog Conspiracy (* 21. September 1981 in Chaumont; bürgerlich Romain Favre) ist ein französischer Musikproduzent, DJ und Liveact der elektronischen Tanzmusik aus Berlin. 2006 gründete er sein eigenes Label Elektrotribe.
Favre veröffentlicht überwiegend Techno unter anderem bei Buena Onda Records, Elektrotribe und Ragnarøk. Überregionale Bekanntheit erlangte er über seine Auftritte auf dem Fusion Festival und in Mumbai, Manila, London und Barcelona. Zudem tritt er regelmäßig in Berliner Techno-Clubs auf. In der Vergangenheit waren das unter anderem Sisyphos, Tresor, Suicide Club, Ritter Butzke und Wilde Renate. Er hat Remixes für Mathias Schaffhäuser und Acid Pauli veröffentlicht.

## Diskografie (Auswahl)
Alben
- 2021: Constant Repetitive Rhythm (Elektrotribe)

EPs
- 2010: Promenade (Buena Onda Records)
- 2013: Blender (Buena Onda Records)
- 2015: Planet X (Ragnaroek)
- 2016: Pulse (Elektrotribe)
- 2017: Kamuy (Elektrotribe)
- 2018: Minor Ghost (Kaputt)
- 2019: Orion (Hotstage Records)
- 2020: Oztwo (Fehler Musik)
- 2020: Mescal (Coincidence Records)
- 2020: Labyrinth (Solanum)
- 2022: Money Rules The World (Elektrax Recordings)